# Gobernación de Kielce
La gobernación de Kielce (en ruso: Келецкая губерния; en polaco: gubernia kielecka) fue una unidad administrativa (gubernia) del Zarato de Polonia.

## Historia
Fue creada en 1841 a partir de la gobernación de Cracovia, con capital en Kielce. Fue fusionada con la gobernación de Radom tras la reforma de 1844 que redujo el número de gubernias a solo cinco. En 1866/67  fue recreada con la reforma de la estructura administrativa de Polonia, más cercana a la del Imperio ruso.
Constaba de 7 powiats: Jędrzejów, Kielce, Miechów, Olkusz, Pińczów, Stopnica y Włoszczowa.

## Lengua
Por el censo imperial de 1897. En negrita están marcadas las lenguas habladas por más personas que la lengua estatal.
| Lengua                                     | Número  | Porcentaje (%) | Hombres | Mujeres |
| ------------------------------------------ | ------- | -------------- | ------- | ------- |
| Polaco                                     | 666 772 | 87.5           | 323 858 | 342 914 |
| Yidis                                      | 83 017  | 10.89          | 40 528  | 42 489  |
| Ruso                                       | 7 983   | 1.04           | 6 506   | 1 477   |
| Alemán                                     | 2 428   | 0.31           | 1 224   | 1 204   |
| Ucraniano                                  | 1 088   | 0.16           | 1 015   | 73      |
| Otros                                      | 706     | >0.1           | 568     | 138     |
| Personas que no nombraron su lengua nativa | 1       | >0.01          | 1       | 0       |
| Total                                      | 761 995 | 100            | 373 700 | 388 295 |

## Referencias y notas

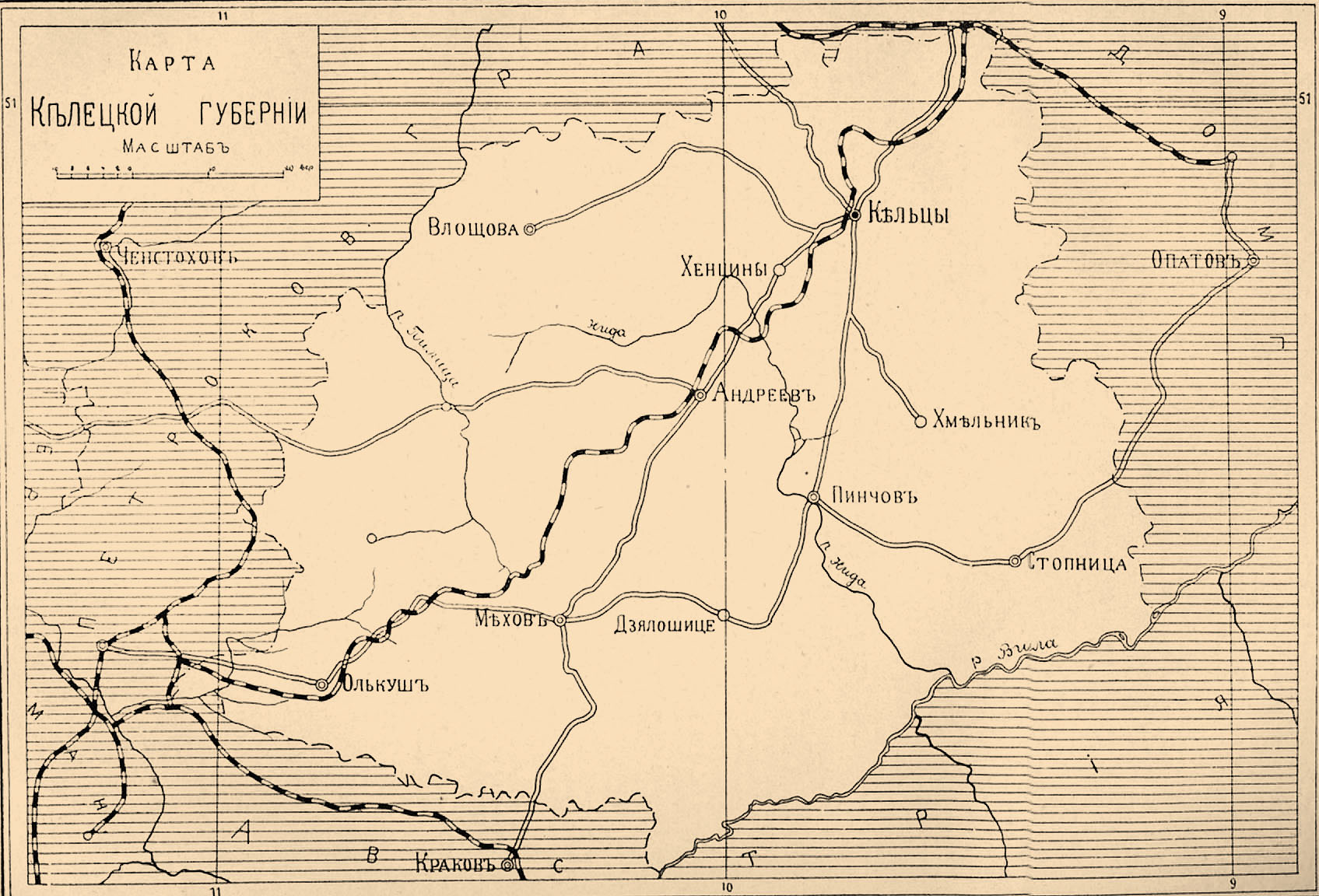
Mapa de la gubernia.